# والاری را میلر
والاری را میلر (انگلیسی: Valarie Rae Miller؛ زادۀ ۱۶ آوریل ۱۹۷۴) بازیگر آمریکایی است. او بیشتر به خاطر بازی در مجموعۀ فرشته تاریکی شناخته شده‌است.

## گزیدۀ فیلم‌شناسی
- همه چیز درباره بنجامین‌ها (۲۰۰۲)
- فرشته تاریکی (۲۰۰۲–۲۰۰۰)
- جنایت در هالیوود (۲۰۰۳)
- کرانک (۲۰۰۶)
- ان‌سی‌آی‌اس (۲۰۰۹)
- لا لا لند (۲۰۱۶)
- بی‌شرم (۲۰۲۱)